# Alemanha Ocidental 2–1 Holanda (Copa do Mundo de 1990)
O jogo entre Alemanha Ocidental e Holanda aconteceu em 24 de junho de 1990, no estádio San Siro, em Milão, válido pelas oitavas de final da Copa do Mundo de 1990, na Itália. 
Com gols de Jürgen Klinsmann e Andreas Brehme, a Alemanha Ocidental bateu a Holanda por 2 a 1 (o gol holandês foi marcado pelo zagueiro Ronald Koeman, no final do jogo), vingando a derrota na Eurocopa de 1988, vencida pela Laranja Mecânica. A partida também é marcada pela confusão envolvendo Frank Rijkaard e Rudi Völler, que terminaram expulsos.

## Cenário Pré-Jogo
Com 2 vitórias e um empate na fase de grupos, a Alemanha Ocidental, treinada por Franz Beckenbauer, teve o seu primeiro grande teste contra a Holanda, então campeã europeia e considerada uma das favoritas ao título. Porém, os laranjas chegaram na Itália com uma indefinição sobre quem comandaria o selecionado na Copa. Johan Cruyff, ídolo do futebol holandês e técnico do Barcelona na época, foi o escolhido pelos jogadores, com 8 votos, contra 5 de Leo Beenhakker e 2 favoráveis a Aad de Mos. A KNVB, no entanto, optou por Beenhakker, que substituiria Thijs Libregts, boicotado pelo elenco. No grupo F, vencido pela Inglaterra, Holanda e Irlanda terminaram empatadas em todos os critérios, e um sorteio definiu que a Laranja Mecânica ficaria em terceiro lugar, após um desempenho abaixo do esperado.

## O jogo
Em 24 de junho, alemães e holandeses realizariam o primeiro jogo entre as 2 equipes na Copa desde a edição de 1974, quando os germânicos foram campeões sobre o time liderado por Cruyff.
Na primeira etapa, Rijkaard cuspiu em Völler e ambos discutiram rispidamente. O árbitro argentino Juan Carlos Loustau deu cartão amarelo para os 2 atletas. Pouco depois, nova briga entre eles, agora depois que o camisa 9 alemão caiu na área e uma confusão que também envolveu o zagueiro. Loustau percebeu e expulsou Rijkaard e Völler, que não entendeu. Ao deixar o gramado, o holandês cuspiu novamente no alemão, que se irritou.
Já no segundo tempo, a Alemanha Ocidental abriu o placar com Klinsmann, aos 6 minutos. Brehme, aos 40, ampliou o marcador, e Ronald Koeman, quatro minutos depois, diminuiu para 2 a 1, mas a Holanda não teve força para empatar, caindo prematuramente na competição.

## Detalhes
| 24 de junho de 1990 | Alemanha Ocidental                | 2–1       | Holanda              | San Siro, Milão, Itália                      |
| 21:00               | Jürgen Klinsmann 51' · Brehme 85' | Relatório | R. Koeman 89' (pen.) | Público: 74,559 Árbitro: Juan Carlos Loustau |

| Alemanha Ocidental | Holanda |

| G                 | 1  | Illgner         |
| LB                | 5  | Augenthaler     |
| AD                | 14 | Berthold        |
| Z                 | 4  | Kohler          |
| Z                 | 2  | Reuter          |
| AE                | 3  | Brehme          |
| M                 | 7  | Littbarski      |
| M                 | 10 | Matthäus 77'    |
| M                 | 6  | Buchwald        |
| CA                | 9  | Völler 21', 22' |
| CA                | 18 | Klinsmann 77'   |
| Reservas:         |    |                 |
| G                 | 12 | Aumann          |
| CA                | 13 | Riedle 77'      |
| Z                 | 16 | Steiner         |
| M                 | 17 | Möller          |
| M                 | 20 | Thon            |
| Técnico:          |    |                 |
| Franz Beckenbauer |    |                 |

| GK             | 1  | Van Breukelen     |
| RB             | 2  | Van Aerle 66'     |
| CB             | 4  | Koeman            |
| CB             | 3  | Rijkaard 21', 22' |
| LB             | 5  | Van Tiggelen      |
| MF             | 14 | Van 't Schip      |
| MF             | 6  | Wouters 32'       |
| MF             | 20 | Winter            |
| MF             | 11 | Witschge 78'      |
| FW             | 9  | Van Basten 72'    |
| FW             | 10 | Gullit            |
| Reservas:      |    |                   |
| FW             | 12 | Kieft 66'         |
| DF             | 13 | Rutjes            |
| GK             | 16 | Hiele             |
| FW             | 17 | Gillhaus 78'      |
| DF             | 21 | Blind             |
| Técnico:       |    |                   |
| Leo Beenhakker |    |                   |

| Assistentes: Elías Jácome Vincent Mauro |